# Pápua új-guineai labdarúgó-szövetség
A Pápua új-guineai labdarúgó-szövetség (angolul: Papua New Guinea Football Association (PNGFA) Pápua Új-Guinea nemzeti labdarúgó-szövetsége. 1962-ben alapították. 1966-tól tagja a FIFA-nak és az OFC-nek
A szövetség szervezi az Pápua új-guineai labdarúgó-bajnokságot és működteti az Pápua új-guineai labdarúgó-válogatottat.